# Carlo Felice Nicolis, conte di Robilant
Carlo Felice Nicolis conte di Robilant, noto semplicemente come conte di Robilant o Robilant (Torino, 8 agosto 1826 – Londra, 17 ottobre 1888) è stato un diplomatico, generale e politico italiano.
Fu ambasciatore a Vienna dal 1871 al 1885; periodo nel quale si rivelò determinante per la conclusione della triplice alleanza fra Italia, Germania e Austria.
Dal 1885 al 1887 fu ministro degli Esteri e come tale contribuì nel 1887 a rinnovare la triplice alleanza, ottenendo l'impegno della Germania a sostenere l'Italia in una eventuale guerra nel Mediterraneo. Nella medesima occasione ottenne dall'Austria l'impegno a riconoscere all'Italia compensi territoriali in caso di espansione austriaca nei Balcani.
Lo stesso anno concluse con Gran Bretagna, Austria e Spagna specifici accordi per la salvaguardia degli interessi italiani nel Mediterraneo, completando un intenso lavoro politico e diplomatico tale da salvaguardare verosimilmente l'Italia da qualsiasi minaccia.

## Prima della diplomazia

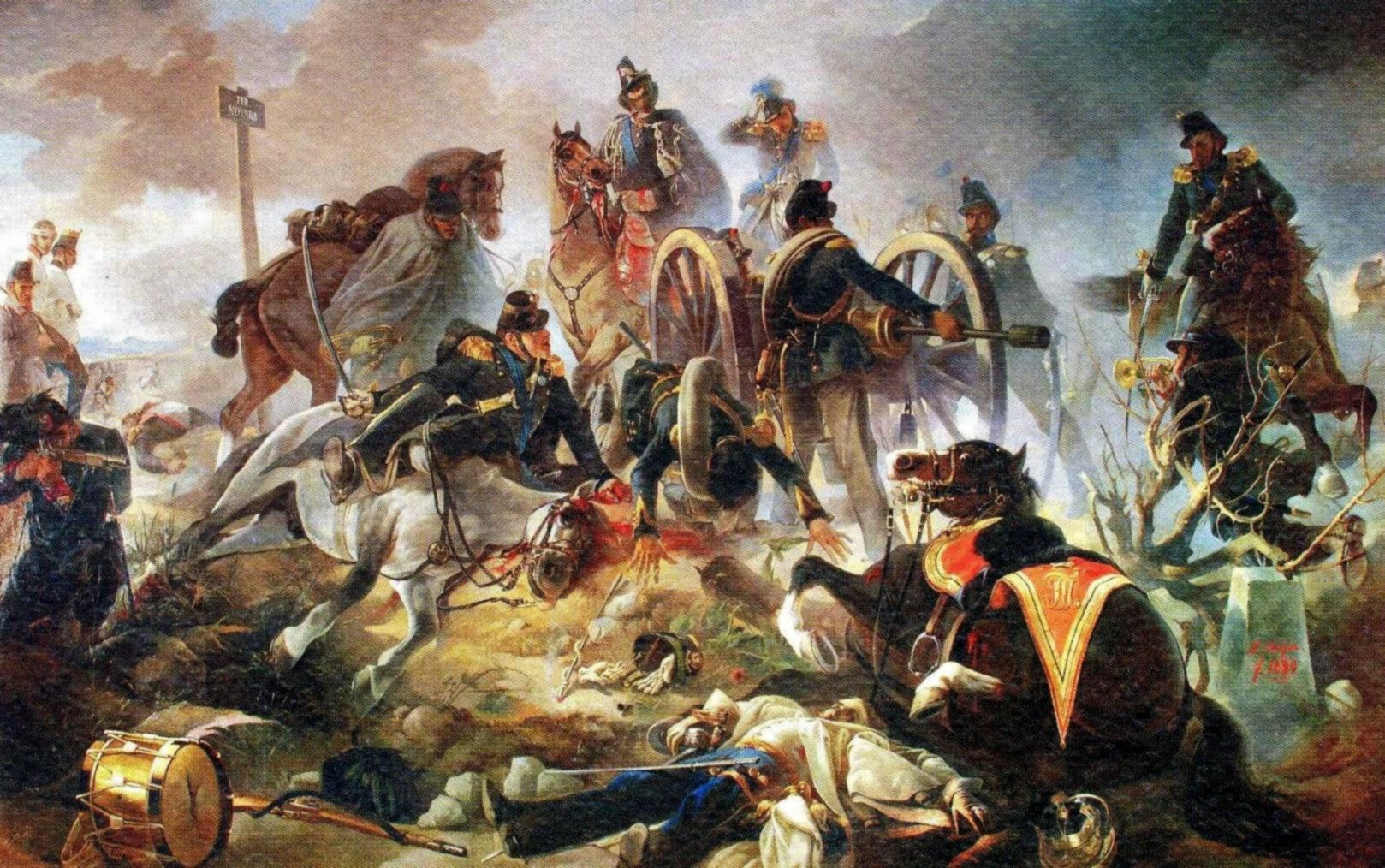
Il tenente Robilant, ferito gravemente alla mano sinistra da una palla austriaca che gli ha ucciso il cavallo, non smette di dare ordini ai suoi cannoni. Battaglia di Novara 23 marzo 1849.

Nato a Torino, nel Regno di Sardegna nel 1826, Carlo Robilant era figlio del nobile piemontese conte Maurizio di Robilant (1798-1862) e di Maria Antonietta di Robilant (1804-1882), nata Truchsess von Waldburg, figlia di Friedrich Ludwig III, Graf Truchsess zu Waldburg (1776-1844), conte (Graf) e ambasciatore di Prussia a Torino.
Appena tredicenne, a Vienna, dopo le insistenze del prozio materno, il principe Federico di Hohenzollern-Hechingen, che lo voleva in un collegio militare austriaco e poi ufficiale nel suo reggimento, Carlo scrisse romanticamente col proprio sangue: «je ne servirai jamais que mon Roi et ma patrie –signé de mon sang– Charles Robilant».
Tornato in Piemonte, entrò nel 1839 all'Accademia Reale di Torino uscendone nel 1845 con il grado di sottotenente dell'Artiglieria a cavallo.
Fu tenente nel 1846 e durante la prima guerra di indipendenza, alla quale parteciparono cinque Nicolis di Robilant (compreso il padre di Carlo Felice) si distinse in azioni presso Sommacampagna. Nel 1849 fu al comando della 2º Batteria a cavallo delle Voloire durante la Battaglia di Novara, in cui, difendendo i cannoni dall'assalto nemico, venne ferito gravemente perdendo la mano sinistra. Venne per questo decorato con la medaglia d’argento. Fu nominato in seguito Ufficiale d'ordinanza onorario di re Carlo Alberto di Savoia, e Ufficiale d'ordinanza effettivo di re Vittorio Emanuele II.
Continuò la carriera militare e fu capitano nel 1853, maggiore nel 1860, colonnello nel 1862. Durante la terza guerra di indipendenza, nella battaglia di Custoza, era capo di stato maggiore del 3º Corpo d'armata del generale Enrico Morozzo Della Rocca. Dopo la campagna militare, nel 1866, fu promosso generale e comandò per un breve periodo la Brigata “Granatieri di Sardegna”. L'anno successivo fu nominato comandante della nuova Scuola superiore di Guerra e nello stesso 1867 ebbe l'incarico di prefetto di Ravenna dove sostituì il generale Excoffier che era stato assassinato. Nel 1870 divenne ministro d'Italia a Vienna e nel 1871 gli fu affidato l'incarico di ambasciatore dal Governo Lanza, il cui ministro degli Esteri era Emilio Visconti Venosta.
Oltre alla madre, anche la moglie di Robilant, sposata da lui subito dopo la nomina a generale, era straniera, di antica famiglia austriaca e sudtirolese: i Clary-Aldringen. Robilant era inoltre imparentato con il conte e generale russo Nikolaj Pavlovič Ignat'ev la cui moglie era sua cugina.

## Ambasciatore a Vienna (1871-1885)
Fin da principio del suo incarico nella capitale austriaca, Robilant ebbe modo di dimostrare la fermezza della sua indole anche su problematiche apparentemente di secondo piano. Nell'agosto 1871, ad esempio, il ministro degli Esteri austriaco Friedrich Ferdinand von Beust, nell'intento di dare voce al malcontento di papa Pio IX, protestò presso l'ambasciatore italiano Robilant per il suono delle trombe dei soldati italiani che a Roma squillavano troppo vicino alle mura vaticane. Robilant, che già faceva attività di prevenzione su azioni a favore dello Stato Pontificio, la considerò «un'importuna ingerenza negli affari interni che nessuno Stato indipendente può ammettere; una grande nazione [come l'Italia] meno poi degli altri Stati».

### La Bosnia per il Trentino

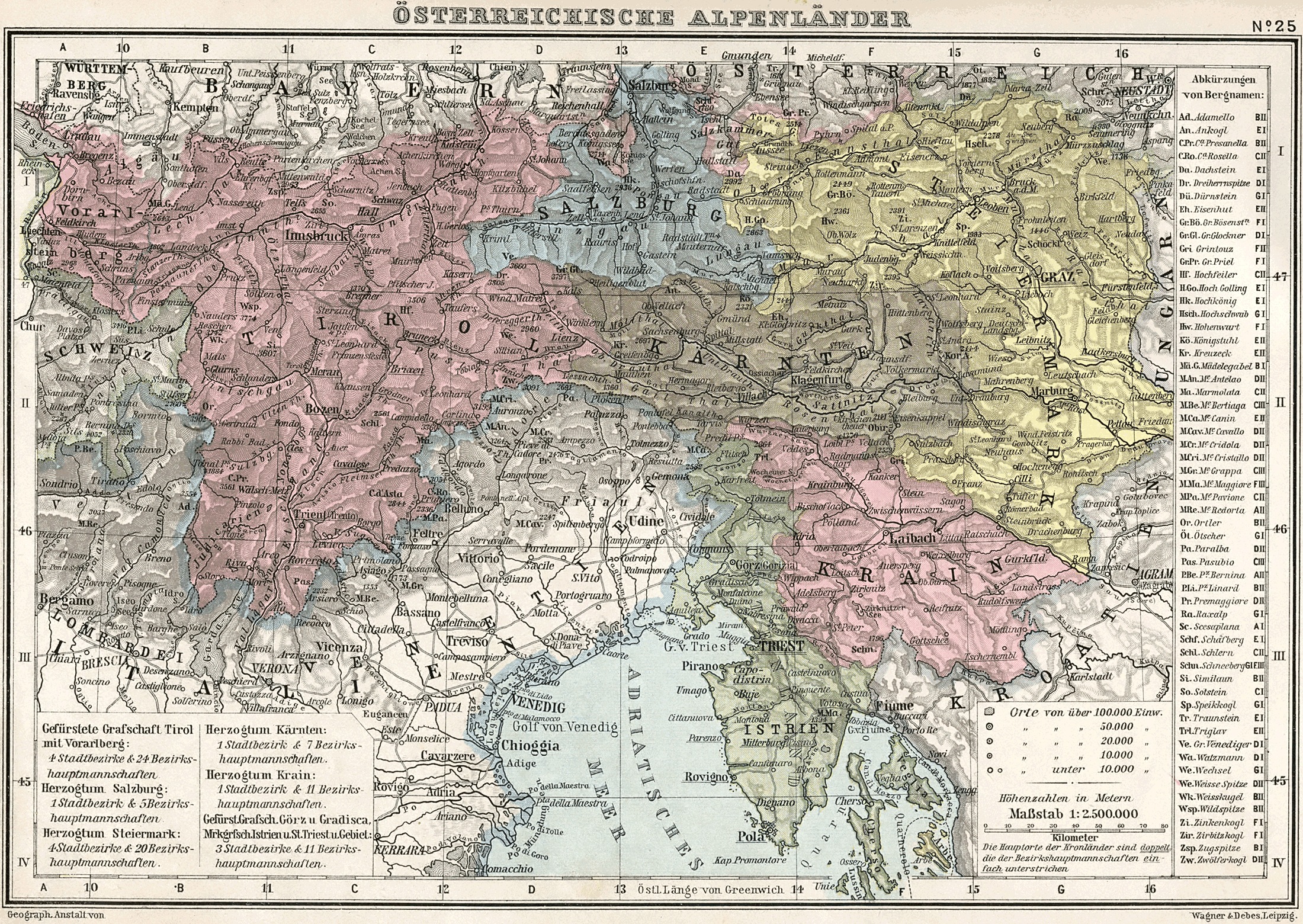
Il territorio alpino dell'Austria-Ungheria. Robilant riteneva indispensabile una lunga e salda amicizia con Vienna, unica strada per l'acquisizione italiana del Trentino (Tirol meridionale).

Robilant tuttavia vedeva nell'amicizia con l'Austria diversi vantaggi, fra cui l'unico modo per congiungere alla nazione i territori a maggioranza italiana ancora sotto il dominio asburgico (del Sud Tirolo). In un rapporto a Visconti Venosta del 4 luglio 1874, dove si accennava alla probabilità che Vienna si annettesse territori ottomani nei Balcani, scrisse: «Gli ottimisti sperano [...] l'annessione della Bosnia ed Erzegovina [all'Austria]. Io confesso che dal canto mio desidererei per molte ragioni vedere ciò effettuarsi: e principalmente perché si presenterebbe [...] la sola occasione di ottenere alla nostra volta l'annessione all'Italia di quelle terre la cui popolazione è della nostra famiglia».
Ripeté il concetto l'anno dopo («un'occasione forse unica di migliorare la nostra frontiera in Val d'Adige e sull'Isonzo»), questa volta auspicando anche un'alleanza con la Germania, sia per proteggere il Paese da un attacco della Francia, sia per ottenere un appoggio che procurasse all'Italia il compenso del Trentino nel caso delle previste annessioni dell'Austria nei Balcani.
Ben presto, però, il clima fra Italia e Austria si riscaldò, soprattutto dopo l'avvento a Roma del governo di sinistra di Agostino Depretis, nel marzo 1876. In quel periodo Robilant si scontrò spesso con la durezza del ministro degli Esteri austriaco Andrássy che rifiutava di valutare compensi all'Italia nell'eventualità in cui l'Austria si fosse ingrandita nei Balcani. Con il Congresso di Berlino del 1878, infatti, l'Austria ottenne l'amministrazione della Bosnia e l'Italia nulla. Il ministro degli Esteri italiano Luigi Corti fu costretto a dimettersi e Robilant lo difese, ben conoscendo le difficoltà a cui era andato incontro. Poco dopo (gennaio 1879), l'ambasciatore Robilant spronò ancora il governo a far uscire l'Italia dal pericoloso immobilismo e dall'isolamento in cui si trovava.

### L'Austria e l'irredentismo
Difensore dell'Austria, nel 1878 Robilant era convinto che, con la dissoluzione dell'Impero asburgico, l'Italia si sarebbe trovata a contatto con il pangermanesimo e il panslavismo, la cui contiguità sarebbe stata ben più pericolosa dell'Austria.
Molti italiani non erano però entusiasti dell'amicizia con Vienna e fin dal 1880 Robilant ebbe numerosi colloqui con il nuovo ministro degli Esteri austriaco Heinrich Haymerle, dai quali apprese della crescente irritazione del governo austriaco riguardo all'irredentismo italiano. Circostanza grave se si considera che dall'anno prima, con la duplice alleanza, l'Austria poteva contare sull'appoggio della Germania.

### I negoziati per la triplice alleanza

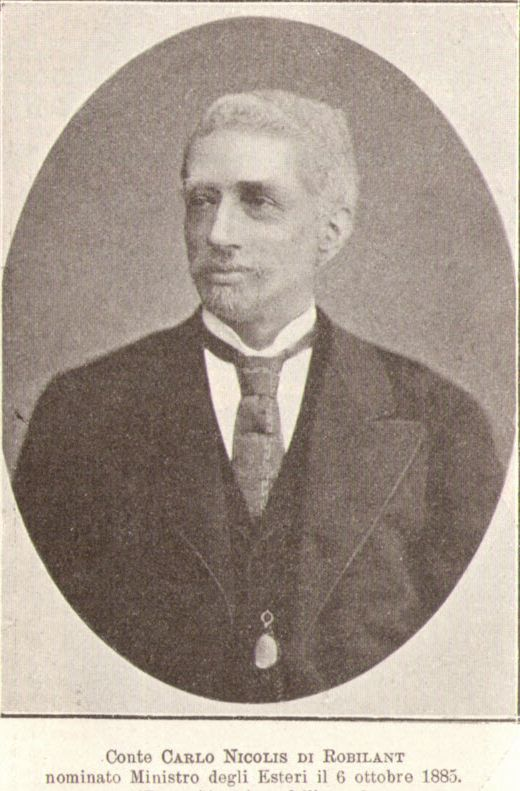
L'apporto di Robilant alla formazione della triplice alleanza fu decisivo.

Con la conquista della Tunisia da parte della Francia, sostenitrice del Papato, la bilancia delle relazioni internazionali dell'Italia oscillò inevitabilmente verso la Germania e l'Austria. Il ministro degli Esteri italiano Pasquale Stanislao Mancini, infatti, assegnò a Robilant il difficile compito di avvicinare il ministro degli Esteri austriaco Gustav Kálnoky.
Il primo incontro fra i due avvenne il 18 gennaio 1882 e fu caratterizzato dalla massima cautela da entrambe le parti. Fu un relativo insuccesso, al quale Robilant rispose con un rapporto a Mancini il 29 gennaio. Nel memorandum l'ambasciatore italiano sottolineava la diversità della politica interna italiana rispetto a quella di Austria e Germania e affermava che se si voleva ottenere un avvicinamento agli Imperi dell'Europa centrale, bisognava «rallentare la nostra marcia verso gli ideali». Solo così, pur con tutte le difficoltà di un simile passo, si poteva evitare l'isolamento. Ma Mancini non era disposto a pagare un prezzo così alto.
Il secondo colloquio con Kálnoky, Robilant lo ottenne il 19 febbraio 1882. In questa occasione si parlò di alleanza e il ministro austriaco si dimostrò aperto ad una proposta personale dell'ambasciatore per un «patto sussidiario da aggiungersi a quello che formerebbe la principale base del trattato». Tale patto sussidiario avrebbe riguardato scelte comuni da attivarsi in determinate questioni europee.
La situazione internazionale, intanto, sembrava favorire l'Italia poiché l'Austria era alle prese con insurrezioni nei suoi possedimenti dei Balcani, il che incentivava sempre il panslavismo di cui poteva approfittare la Russia. Mancini, il 17 marzo 1882, inviò quindi a Robilant le istruzioni per il suo terzo colloquio con Kálnoky: spingere Austria e Germania ad impegnarsi a difendere l'Italia in caso di aggressione della Francia; e promessa di neutralità dell'Italia nei confronti dell'Austria in caso di una guerra fra questa e la Russia. Per esporgli queste proposte, Robilant si incontrò con Kálnoky il 22 marzo e lo trovò, con sorpresa, sostanzialmente d'accordo. L'ambasciatore convinse l'interlocutore del fatto che in uno scontro fra Italia e Francia, comunque la Germania e quindi l'Austria si sarebbero trovate coinvolte nel conflitto, per cui tanto valeva accettare da parte loro la proposta di appoggio all'Italia. Così come quest'ultima avrebbe appoggiato loro in caso di attacco della Francia, o della Francia alleata ad un'altra potenza (la Russia). In tutti gli altri casi (il cui più verosimile era: attacco della sola Russia all'Austria), l'Italia prometteva la sua benevola neutralità.

### La firma della triplice alleanza

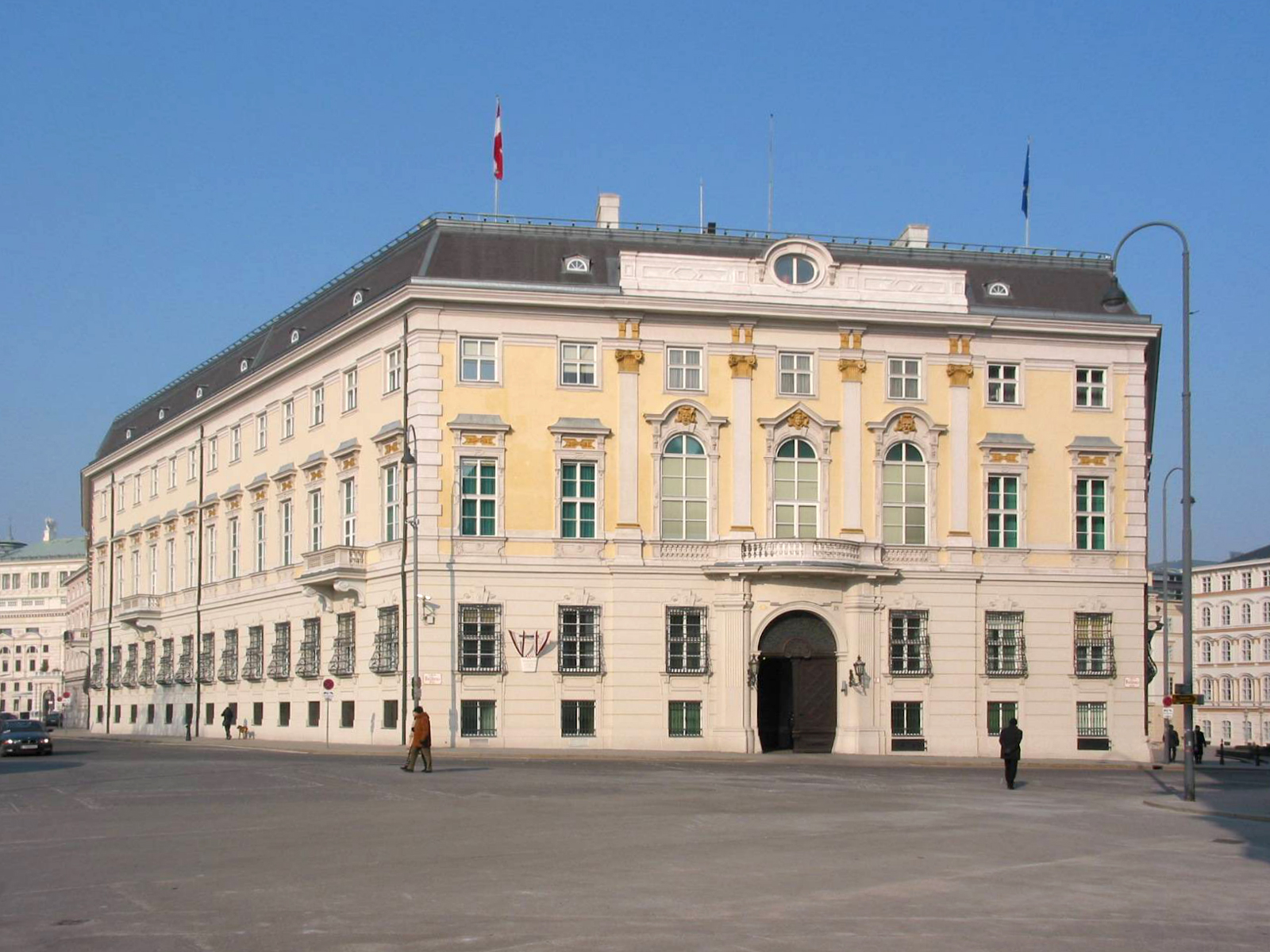
L'ex Ministero degli Esteri austro-ungarico (Ballhaus) a Vienna dove il 20 maggio 1882, alle ore 14, venne conclusa la triplice alleanza.

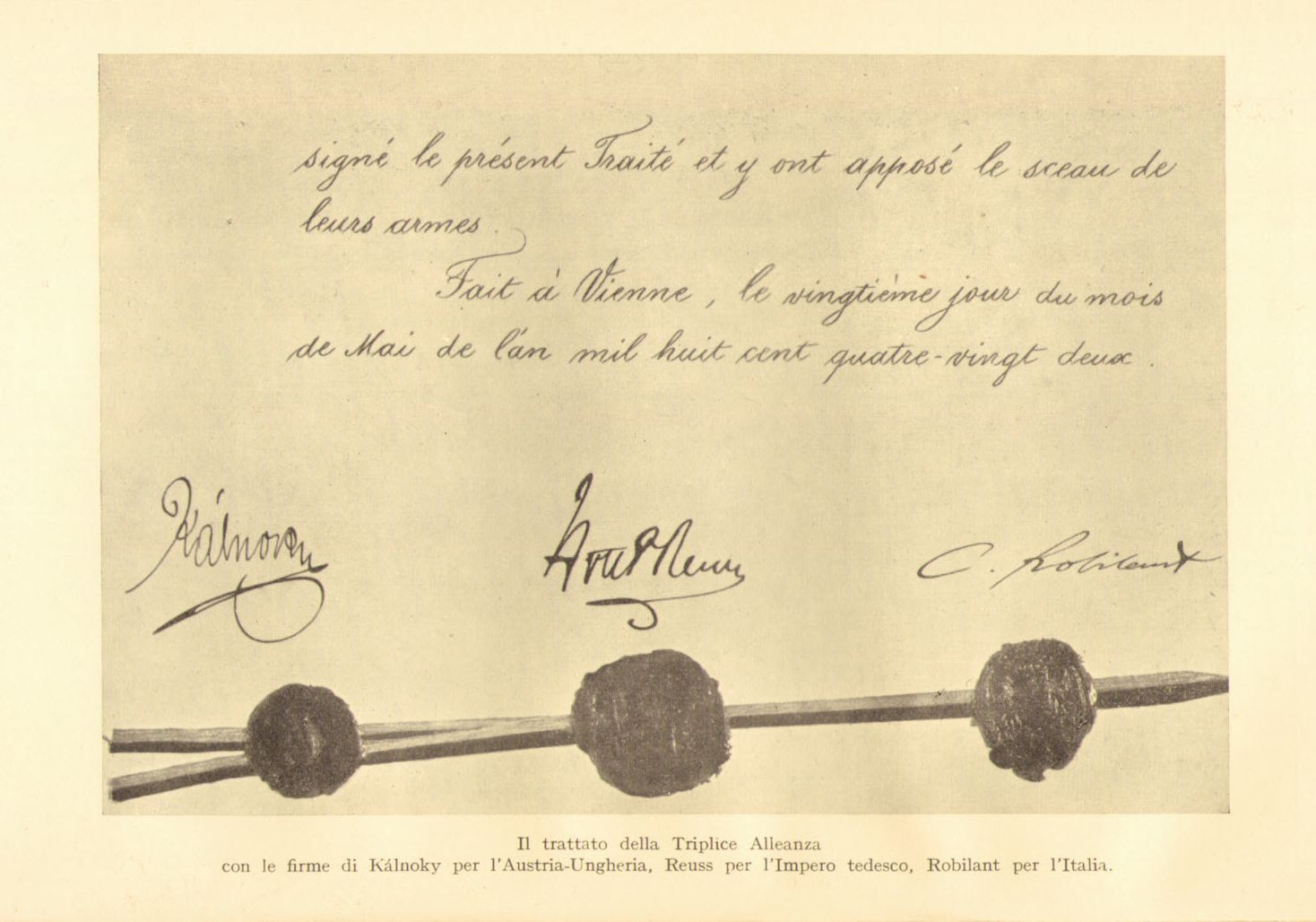
Le firme in calce al trattato. La terza è quella di Robilant.

Nell'aprile del 1882 si verificò tuttavia uno stallo nei negoziati, quando Kálnoky dopo aver presentato una sua bozza del trattato rifiutò di accogliere alcune modifiche di Mancini. Quest'ultimo infatti non voleva assicurare la "benevola neutralità" dell'Italia a Vienna in caso di attacco preventivo dell'Austria alla Russia. Entrambi i ministri degli Esteri rimanevano sulle loro posizioni.
Robilant si mise quindi all'opera ed escogitò una formula che conciliò entrambe le parti, l'articolo 4 fu così da lui riformulato: «Nel caso che una grande potenza non firmataria del presente trattato [Russia] minacciasse la sicurezza degli Stati di una delle Alte Parti contraenti [Austria] e la parte minacciata si vedesse perciò costretta a farle guerra, le due altre Parti [Italia e Germania] si obbligano ad osservare verso la loro alleata una neutralità benevola. [...]». L'obbligo di neutralità italiana nei confronti dell'Austria sarebbe perciò scattato anche in caso di attacco dell'Austria alla Russia, come voleva Kálnoky, ma solo se l'Austria fosse stata preventivamente minacciata dalla Russia. Un attacco improvviso e deliberato dell'Austria alla Russia, avrebbe potuto, cioè, trovare un'Italia ostile all'Austria. Sia Kálnoky che Mancini accettarono e il 20 maggio 1882, alle due pomeridiane, a Vienna, nella sede del Ministero degli Esteri austriaco (Ballhaus), Gustav Kálnoky, Robilant e l'ambasciatore tedesco, il principe Heinrich von Reuss VII firmarono lo storico trattato.

## Ministro degli Esteri (1885-1887)
Dopo la conclusione della triplice alleanza Robilant, pur raccomandando ancora prudenza sull'irredentismo per non guastare i delicati rapporti con l'Austria, non disdegnò una politica più aperta nei confronti della Gran Bretagna.
Nel giugno 1885, intanto, Agostino Depretis formava il suo settimo governo, nel quale fu costretto a prendere l'interim degli Affari Esteri, poiché sia Robilant che Costantino Nigra rifiutarono l'incarico. La motivazione che addusse Robilant di fronte a re Umberto I fu il difficile contesto di isolamento dell'Italia (nonostante la triplice alleanza), accompagnato da una situazione di politica interna assolutamente precaria che impediva di assicurare continuità e credibilità nell'azione internazionale. Depretis, convinto che ci si potesse aprire in qualche modo alla Francia, il 24 settembre 1885 incontrò a Milano Robilant per convincerlo ad accettare l'incarico di ministro degli Esteri. Anche re Umberto I, preoccupato per le minacciate dimissioni di Depretis, intervenne, e il 27 settembre Robilant accettò l'incarico il 15 ottobre 1885.

### Il rinnovo della triplice alleanza

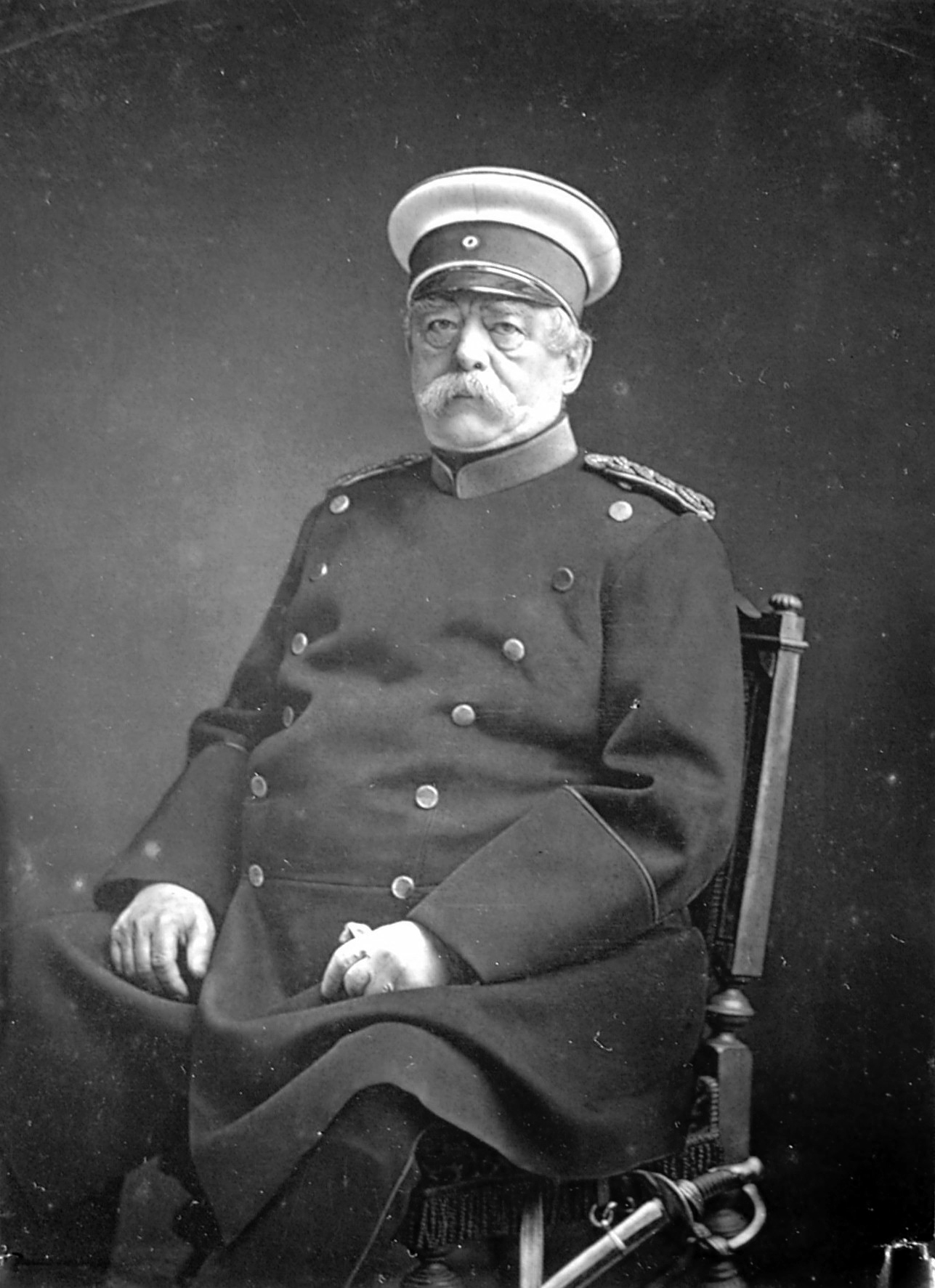
Il Cancelliere tedesco Bismarck, che costrinse l'Austria ad accettare le proposte di Robilant in sede di rinnovo della Triplice alleanza nel 1887.

Il primo trattato della triplice alleanza sarebbe scaduto nel 1887 ma già nel 1885 Robilant aveva pensato di sfruttare la grave tensione tra Austria e Russia che scaturì dalla Crisi bulgara, per rinnovare vantaggiosamente il patto.
Il 5 agosto 1886 parlò molto chiaramente all'ambasciatore tedesco a Roma, von Keudell dichiarando che se i francesi avessero occupato anche la Libia (dopo la Tunisia), l'Italia avrebbe dovuto abbandonare l'alleanza e legarsi alla Francia per non far precipitare la situazione dei suoi interessi nel Mediterraneo, dato che Germania e Austria non li tutelavano.
Inoltre, specie in caso di mutamenti territoriali a favore dell'Austria nei Balcani, l'Italia chiedeva di avere voce in capitolo. Fatto ciò, Robilant intraprese una tattica assolutamente attendista giocando una difficile partita con il Cancelliere tedesco Otto von Bismarck che, constatando un aggravarsi delle relazioni anche fra Germania e Francia, decise di rompere gli indugi e fare il primo passo verso l'Italia agli inizi di ottobre. Accettate le proposte di Robilant sulle garanzie nel Mediterraneo e nei Balcani, Bismarck le trasmise a Kálnoky che però non ne volle sapere e che anzi chiese l'appoggio armato dell'Italia anche in caso di conflitto fra le sole Austria e Russia.
A dicembre Bismarck minacciò Kálnoky di chiudere un patto a due con l'Italia se non avesse accettato le proposte di Robilant che consistevano di ottenere per l'Italia compensi territoriali nel caso di ingrandimenti territoriali dell'Austria nei Balcani. Ai primi di febbraio del 1887, finalmente, Bismarck la spuntò e Kálnoky dovette cedere, anche di fronte al rifiuto di Robilant alla proposta di Vienna che un'annessione austriaca della Bosnia ed Erzegovina non avrebbe comportato compensi per l'Italia.
Il primo rinnovo, ovvero il secondo trattato, della triplice alleanza fu firmato a Berlino il 20 febbraio 1887.

### Gli accordi per il Mediterraneo
Al rinnovo della triplice alleanza, nel 1887 Robilant affiancò una serie di accordi per il Mediterraneo con Gran Bretagna, con l'Austria e con la Spagna che formarono un vero e proprio sistema difensivo, ponendo verosimilmente l'Italia in sicurezza da qualsivoglia seria minaccia. Con il rinnovo della triplice Alleanza, Robilant ottenne per l'Italia l'appoggio della Germania in un eventuale scontro con la Francia anche nel Mediterraneo. Contemporaneamente egli si era attivato per assicurarsi, nella eventualità di una contesa nello stesso mare con la Francia, un'intesa preventiva con la Gran Bretagna.
Come da tradizione inglese l'intesa non vincolava se non il governo che l'aveva sottoscritta, per cui l'esecutivo di Lord Salisbury (che sarebbe durato fino al 1892) si impegnò a consultarsi con l'Italia per impedire che una terza potenza (la Francia) potesse mettere basi sulle coste del Mar Nero, del Mar Egeo, dell'Adriatico e (ciò che interessava più Robilant) dell'Africa settentrionale. L'accordo, noto come prima intesa mediterranea, si concluse il 12 febbraio 1887 e il 24 marzo dello stesso anno, vi entrò a far parte anche l'Austria. Il sistema difensivo di Robilant si completò con l'accordo italo-spagnolo del 4 maggio 1887. Con tale accordo, allo scopo di mantenere lo status quo nel Mediterraneo, la Spagna si impegnava a non stipulare con la Francia alcuna intesa rivolta contro l'Italia, l'Austria e la Germania. Vienna e Berlino vi aderirono il 21 maggio.
L'autore di questo complesso sistema non poté però goderne i frutti. Quando infatti le firme si susseguivano sui documenti diplomatici, Robilant era dimissionario, travolto dalla sconfitta italiana a Dogali che gli costò la carica agli Esteri, riacquisita ad interim da Depretis il 4 aprile 1887.

### Dogali e le dimissioni

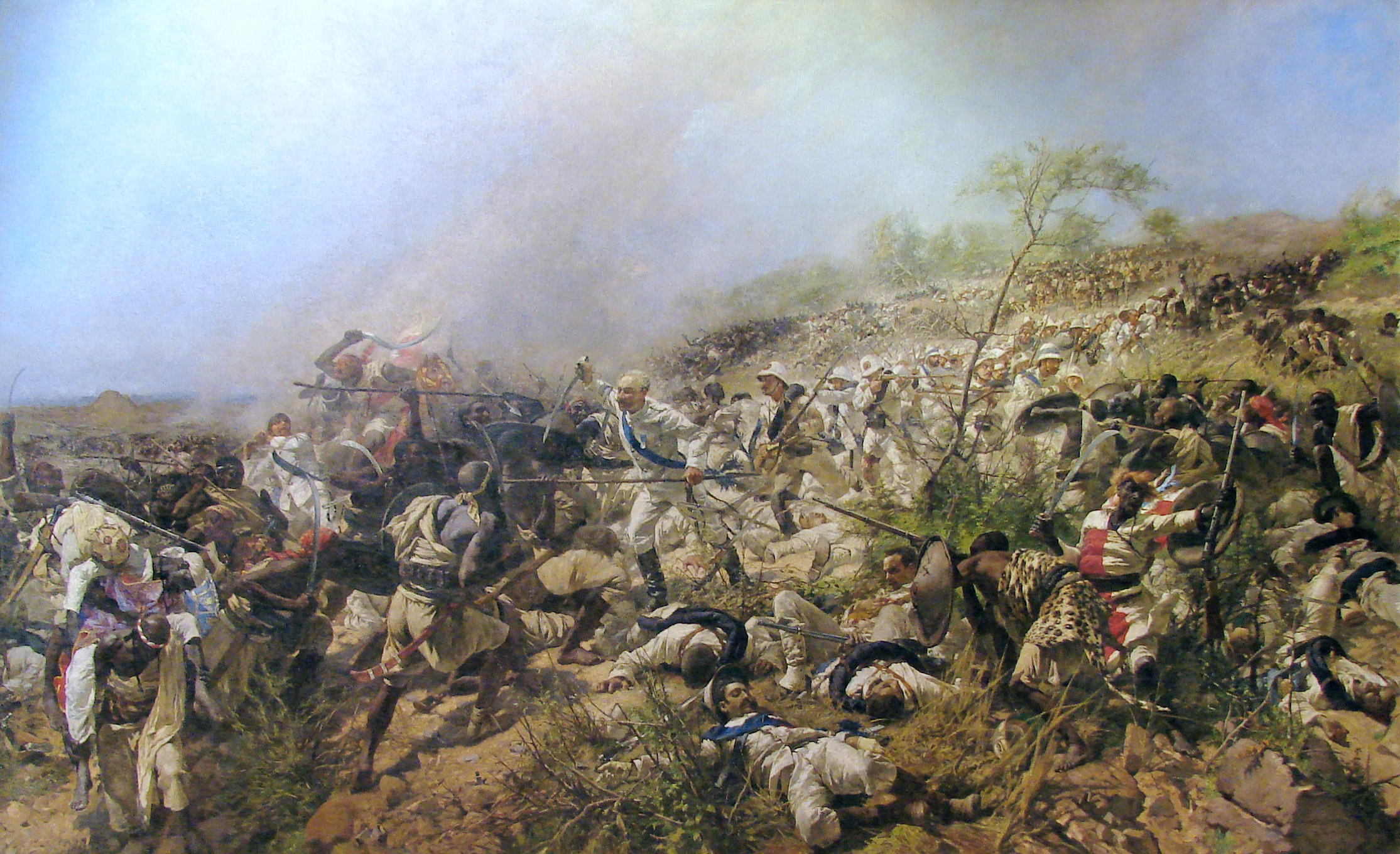
La Battaglia di Dogali. Dopo la sconfitta italiana, Robilant dovette dimettersi per quanto pronunciato alla Camera prima dell'evento.

Robilant, infatti, che non aveva condiviso la presa di Massaua del 1885, decise di far avanzare le truppe verso l'interno dell'Eritrea, parlando alla Camera di un'incursione punitiva: «... e non conviene certamente attaccare tanta importanza a quattro predoni che possiamo avere tra i piedi in Africa». Ma il ministro degli Esteri e il governo non avevano considerato un'eventuale reazione del Negus d'Etiopia Giovanni IV che si sentiva minacciato e il cui esercito, il 26 gennaio 1887, sterminò una colonna di 500 soldati italiani a Dogali, presso Massaua.
Quando la notizia si diffuse, Robilant si scusò riconoscendo che «quelle parole furono infelici»; ma non bastò, le strade si riempirono di folla e dimostrazioni furono segnalate in tutto il Paese. L'ira della gente era rivolta principalmente contro Depretis e il suo Ministro degli Esteri. In una votazione alla Camera la maggioranza registrò una forte flessione e Robilant annunciò la decisione di dimettersi. A Vienna, Kálnoky e l'imperatore Francesco Giuseppe espressero tutto il dispiacere per il passo compiuto da Robilant e per le conseguenze che a loro giudizio sarebbero state gravi. A Berlino Bismarck fece sapere quanto le dimissioni del ministro fossero motivo d'apprensione per l'esito dei negoziati in corso. Così, cedendo anche alle pressioni di re Umberto I, Robilant rimase ufficiosamente al suo posto offrendosi di ritirare le dimissioni nel caso si fosse raggiunta una maggioranza più ampia di quella esistente. Il tentativo non riuscì e Depretis fu costretto a costituire il suo ottavo e ultimo governo, richiamando a sé la carica di ministro degli Esteri il 4 aprile 1887.

## Ambasciatore a Londra (1888)
Amareggiatissimo per le vicende trascorse, Robilant trovò tuttavia la forza di accettare l'incarico di ambasciatore a Londra offertogli da Francesco Crispi, che il 29 luglio 1887 era succeduto a Depretis. Crispi e Robilant non si stimavano, ma il nuovo presidente del Consiglio all'inizio del 1888 scelse il conte per l'incarico di ambasciatore poiché era sicuro fosse gradito a Londra. Fu un ambasciatore solo di facciata dato che Crispi contava sull'incaricato d'affari Tommaso Catalani, sgradito al governo inglese, ma in grado di aggirare Robilant a causa del grave stato di salute di quest'ultimo. Robilant morirà, infatti, nella capitale britannica a 62 anni, il 17 ottobre 1888, a due mesi dal suo arrivo.

## Onorificenze

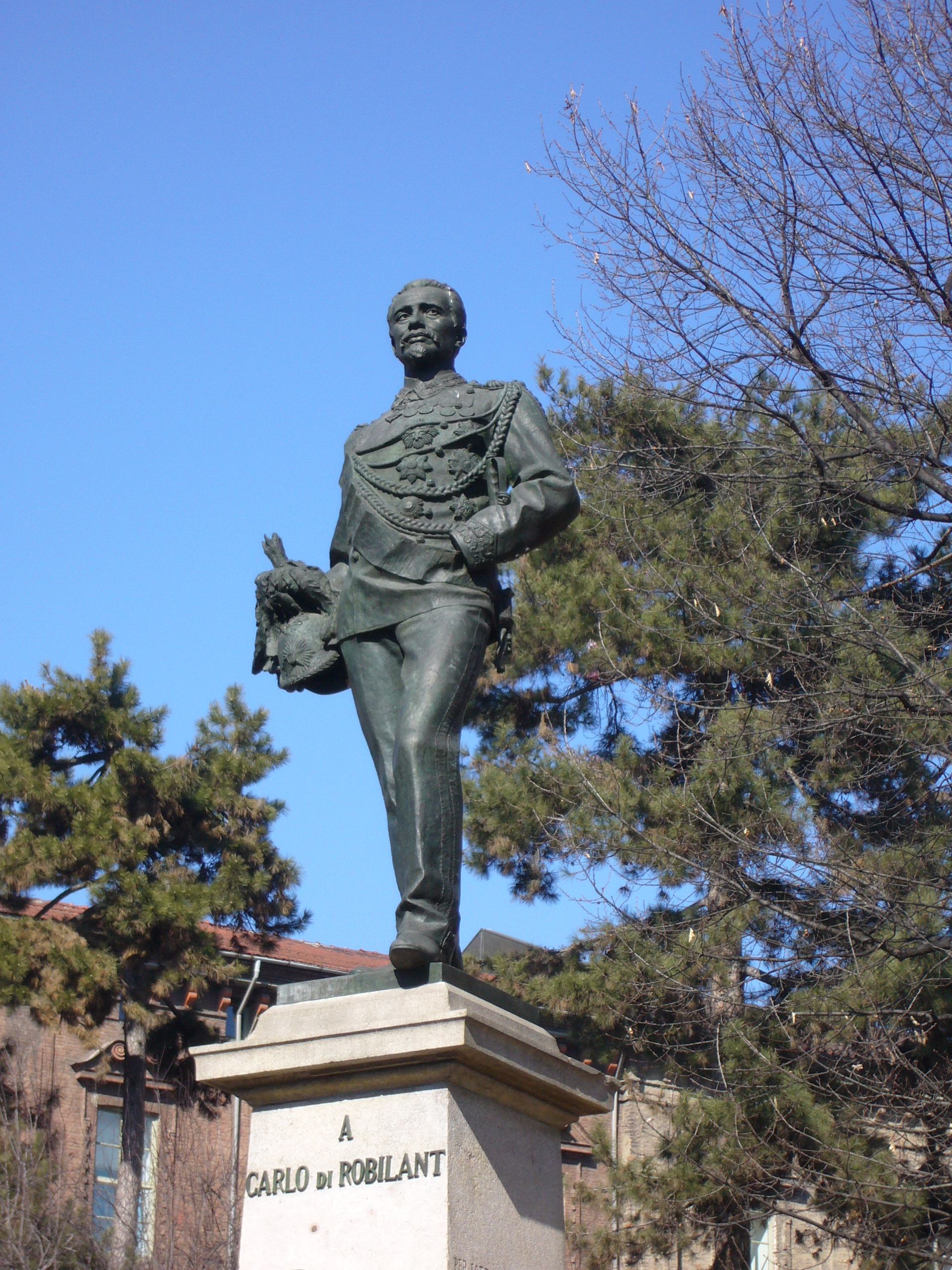
Il monumento a Robilant eretto a Torino in piazza Cavour nel 1900.

### Regno di Sardegna
- Fino al 17 marzo 1861[35][36]:

### Regno d'Italia
- Dal 1861 si aggiunsero[36][37]:

## Nella cultura di massa
Il comune di Torino gli eresse un monumento in piazza Cavour.
Il lato sinistro riporta questa iscrizione: "Mutilato a Novara scrisse col sangue la prima pagina della sua vita militare / soldato ambasciatore ministro / sempre con alto illuminato sentimento dell'onore e del dovere servì la patria e il re". Il lato destro riporta questa iscrizione: "Per sottoscrizioni pubbliche / iniziatore il circolo centrale di Torino / 27 maggio 1900".